# Grusza pospolita

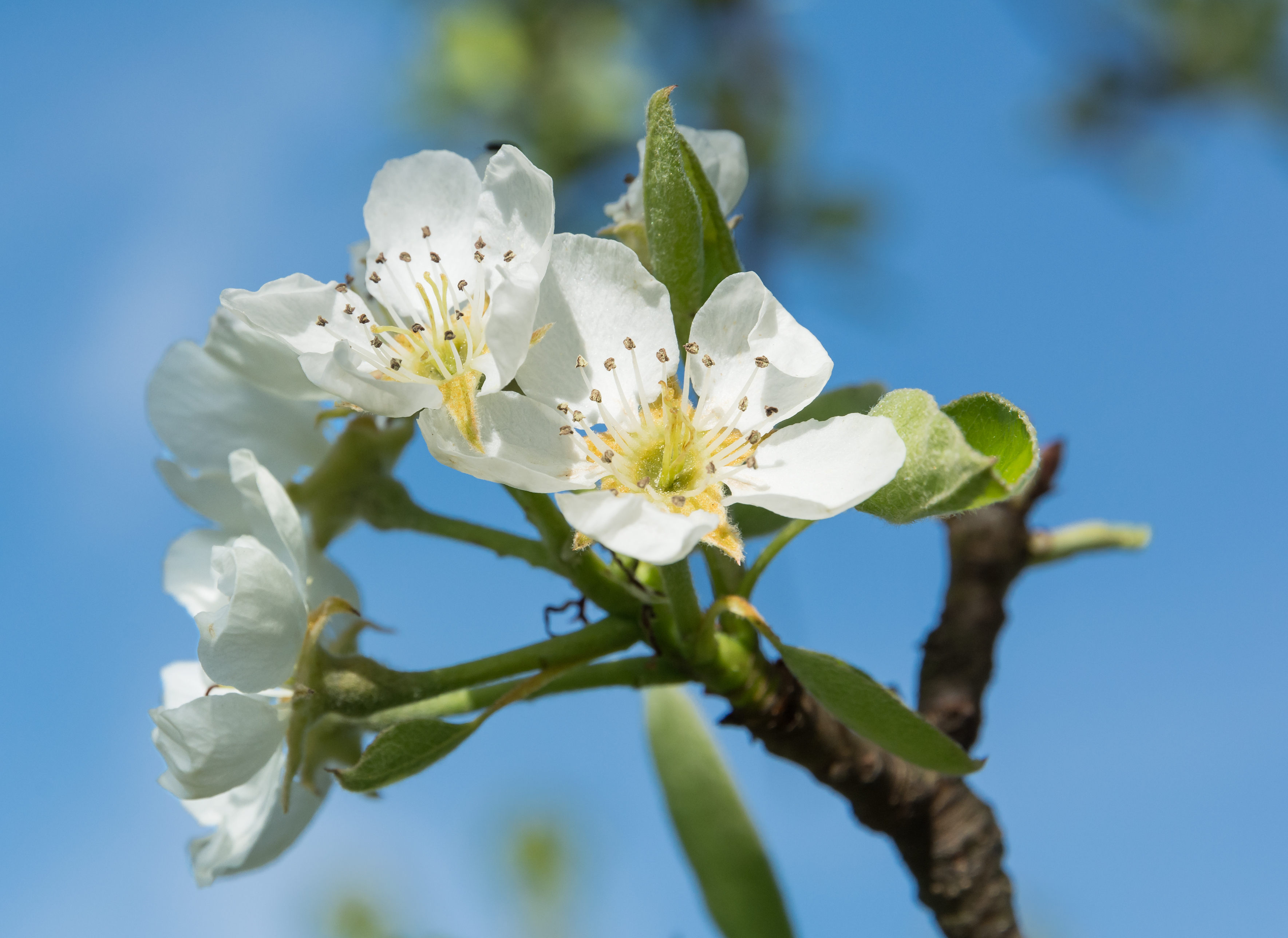
Kwiaty jednej z uprawnych odmian

Rozwój pąka gruszy pospolitej

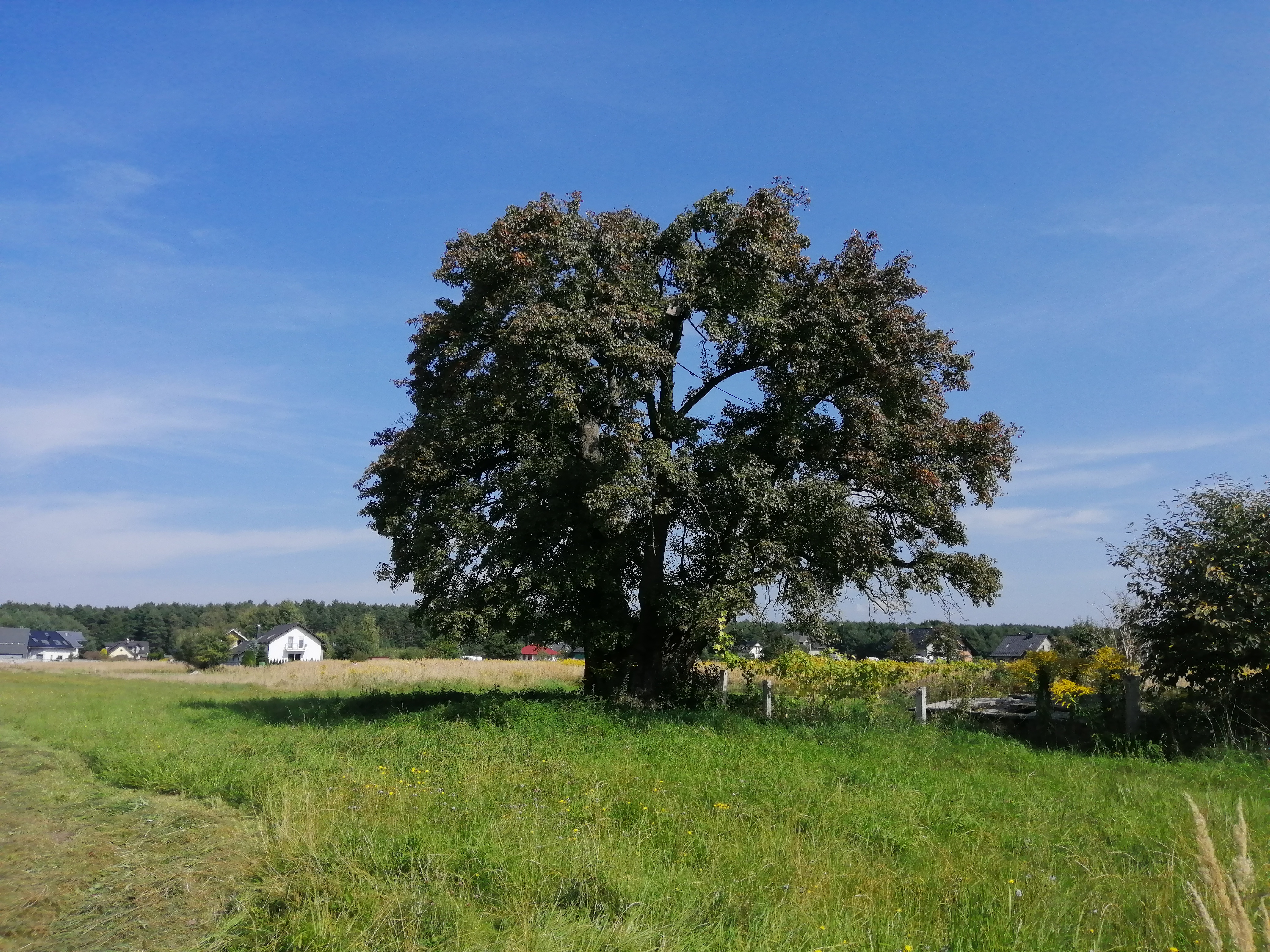
Pomnikowy okaz gruszy pospolitej w Pniowcu

Grusza pospolita, grusza domowa, grusza uprawna (Pyrus communis L.) – gatunek drzewa z rodziny różowatych. Wielopostaciowy kompleks mieszańców kilku gatunków europejskich. W jego powstaniu brały udział m.in.: grusza polna (dzika, ulęgałka) P. pyraster, oliwnikowa P. elaeagrifolia, wierzbolistna P. salicifolia, syryjska P. syriaca. Jej odmiany uprawne (ok. 5000), otrzymane w wyniku krzyżowań międzygatunkowych i długotrwałej selekcji są powszechnie uprawiane jako rośliny sadownicze i nazywane są gruszami zachodnimi lub europejskimi. Ze względu na długą historię uprawy, dziczenie z upraw i krzyżowanie się wsteczne z gruszą polną (dające mieszańca P. ×amphigenea), grusza pospolita i jej mieszańce rosną także w stanie dzikim i są na tyle częste, że najwyraźniej doprowadziły do rozmycia genetycznego pierwotnej gruszy polnej (dzikiej), przynajmniej na obszarze Polski.

## Morfologia
PokrójDrzewo osiągające wysokość do 20 m, o koronie piramidalnej, u starszych drzew kopulastej. Żyje do 300 lat.
PędyGałązki sztywne, lekko łukowate, młode żółtawozielone, starsze ciemniejsze. Pączki nieowłosione, stożkowate, ostro zakończone, ustawione skrętolegle – pojedynczo, lub rzadziej po dwa obok siebie. U dziko rosnących form na młodych okazach występują liczne i mocne ciernie, na starszych okazach ciernie są nieliczne. U hodowanych odmian gruszy brak cierni.
KoraU starszych drzew spękana i złuszczająca się w dość regularne prostokąty, szaroczarna.
DrewnoCzerwonobrązowego koloru, średniociężkie, twarde, nie zróżnicowane na biel i twardziel. Słoje przyrostu rocznego wyraźnie widoczne. Łatwe w obróbce mechanicznej.
LiściePołyskujące, nieco skórzaste, szpiczastojajowate, sztywne, drobno piłkowane, o ogonkach prawie tej długości co blaszka. Ulistnienie skrętoległe. U form dzikich długość blaszki liściowej 2–6 cm. Za młodu liście nieco owłosione, potem nagie.
KwiatyW baldachokształtnych gronach. Kielich 5-działkowy, korona złożona z 5 okrągłych płatków białego koloru. Pręciki liczne z czerwonawymi pylnikami, jeden słupek z 5 szyjkami. Kwitnie na początku maja, równocześnie z rozwojem liści.
OwocTzw. owoc jabłkowaty, gruszkowatego kształtu powyżej 3 cm średnicy, na długiej szypułce (do 5 cm), zawierający w środku miąższu kilka ciemnobrązowych, płaskich nasion (pestek). U dzikich form owoc ma kolor od zielonego do żółtego, czasami czerwony, lub z czerwonym rumieńcem. Jest twardy, bardzo cierpki i zawiera dużo komórek kamiennych. Owoce te są jadalne, ale dopiero po tzw. uleżeniu. Owoce uprawianych odmian są duże, słodkie, bardzo soczyste i bardzo smaczne.

## Ekologia
Dzika forma rośnie przeważnie na polach i miedzach, przy drogach. Jest gatunkiem synantropijnym; w Polsce trwale zadomowionym – dziką gruszę spotkać można czasami również w lasach i zaroślach.

## Zastosowanie
- Roślina uprawna: wyhodowane w wyniku krzyżówek międzygatunkowych i selekcji formy są powszechnie uprawiane, jako rośliny sadownicze, w ogromnej liczbie odmian.
- Sztuka kulinarna: owoce są jadalne, lecz rzadko spożywane. Świeże są twarde i cierpkie. Owoce gatunku, nazywane popularnie ulęgałkami, nadają się do bezpośredniego spożycia po kilkutygodniowym „uleżeniu się” w czasie którego dochodzi do fermentacji[7]. Można z nich wytwarzać napoje alkoholowe (wódki i nalewki), choć są mało popularne. Natomiast popularne w konsumpcji i przetwórstwie są owoce odmian uprawnych pochodzących od P. communis[7].

- Drewno jest używane do wyrobu przyrządów kreślarskich, instrumentów muzycznych (fortepiany), części maszyn, w meblarstwie, do produkcji sklejki, boazerii, na intarsje, łoża broni myśliwskiej, matryce w drzeworytnictwie oraz w rzeźbiarstwie.
- Roślina lecznicza: ze względu na wysoki poziom kwasów fenolowych (np. kwas chlorogenowy, kwas ferulowy, kwas syryngowy), owoce gruszy mają wpływ na niższe prawdopodobieństwo występowania chorób przewlekłych, tj. cukrzyca, choroby układu krążenia, choroby neurodegeneracyjne[14].

## Uprawa
Historia uprawyGrusza uprawiana jest prawdopodobnie od początków osadnictwa. Na pewno uprawiano ją już w starożytnej Helladzie. Uprawiane w sadach formy gruszy zostały wyhodowane poprzez wielokrotne krzyżowanie wielu gatunków europejskich i azjatyckich grusz, głównie: gruszy pospolitej (Pyrus communis), gruszy śnieżnej (Pyrus nivalis), gruszy usuryjskiej (Pyrus ussuriensis) i gruszy chińskiej (Pyrus serotina). Miejscem ich pochodzenia jest Zakaukazie.
WymaganiaUprawne odmiany gruszy wymagają głęboko uprawionej gleby, przepuszczalnej, żyznej i zasobnej w składniki mineralne. W górskich terenach powinny być zasłonięte od wiatrów.
Uprawa przydomowaMało popularna w Polsce ze względu na obawy co do ogromu drzew. W ostatnich latach wprowadzono jednak wiele odmian na podkładkach skarlających, dzięki czemu można uzyskać owoce na drzewkach 1,8 do 2,5 m wysokości. Ważne jest utrzymanie prostopadłych do przewodnika odgałęzień (zapobiega to łamaniu się gałęzi bocznych pod obciążeniem owoców), poprzez obciążanie odrostów bocznych ciężarkami zawieszonymi na 2/3 długości oraz cięcie odrostów 2 rzędu na 3 oczko od pędu bocznego. Miejsca przeznaczone pod uprawę powinny być zasłonięte od wiatrów i ciepłe.
Choroby
- choroby wirusowe: jamkowatość pnia gruszy, kamienistość miąższu gruszek, mozaika pierścieniowa gruszy, pęcherzykowaty rak kory gruszy, żółtaczka nerwów liści gruszy
- wywołane przez bakterie i fitoplazmy: bakteryjna brązowa plamistość liści gruszy, bakteryjna zgnilizna gruszek, guzowatość korzeni, włosowatość korzeni, rak bakteryjny drzew owocowych, zamieranie gruszy, zaraza ogniowa
- choroby wywołane przez lęgniowce i grzyby: alternarioza drzew ziarnkowych, antraknoza owoców, biała plamistość liści gruszy, biała zgnilizna korzeni, brązowa plamistość gruszy, brunatna plamistość liści gruszy, fuzarioza drzew ziarnkowych, gruzełek cynobrowy, opieńka miodowa, parch gruszy, pęcherzykowata plamistość liści gruszy, rak drzew owocowych i zgnilizna owoców, rak kory drzew ziarnkowych, rdza gruszy, srebrzystość liści, szara pleśń, werticilioza drzew i krzewów owocowych, zamieranie kwiatów gruszy, zgnilizna pierścieniowa podstawy pnia drzew owocowych, rak kory drzew owocowych, zgorzel pędów drzew owocowych, zgorzel powierzchniowa kory drzew ziarnkowych
- inne: nekroza kory gruszy, szorstkość kory gruszy (patogeny nieznane)[15].

## Najstarsze drzewa
- Najstarsza w Polsce grusza rośnie w miejscowości Nekla koło Wrześni (woj. wielkopolskie). Ma wysokość 18 m i obwód 329 cm (2005 r.). Jej wiek w 1992 obliczony został na 192 lata[9].